# Municipio de Monee
El municipio de Monee (en inglés: Monee Township) es un municipio ubicado en el condado de Will en el estado estadounidense de Illinois. En el año 2010 tenía una población de 15669 habitantes y una densidad poblacional de 168,67 personas por km².

## Geografía
Según la Oficina del Censo de los Estados Unidos, el municipio tiene una superficie total de 92.9 km², de la cual 92.72 km² corresponden a tierra firme y (0.19%) 0.17 km² es agua.

## Demografía
Según el censo de 2010, había 15669 personas residiendo en el municipio de Monee. La densidad de población era de 168,67 hab./km². De los 15669 habitantes, el municipio de Monee estaba compuesto por el 42.9% blancos, el 51.08% eran afroamericanos, el 0.12% eran amerindios, el 1.36% eran asiáticos, el 0.03% eran isleños del Pacífico, el 1.97% eran de otras razas y el 2.54% pertenecían a dos o más razas. Del total de la población el 6.51% eran hispanos o latinos de cualquier raza.